# Dameneishockey-Bundesliga 1999/2000
Die Saison 1999/2000 der österreichischen Dameneishockey-Bundesliga war die zweite nach ihrer Premiere im Vorjahr und wurde mit fünf Mannschaften ausgetragen. Titelverteidiger waren die Gipsy Girls Villach, die die Meisterschaft erneut gewinnen konnten.

## Grunddurchgang
| Platz | Team                 | Spiele | Pts | W (OTW) | L (OTL) | GF:GA | GD  |
| ----- | -------------------- | ------ | --- | ------- | ------- | ----- | --- |
| 1     | Gipsy Girls Villach  | 8      | 16  | 8 (2)   | 0 (0)   | 55:5  | +50 |
| 2     | Vienna Flyers        | 8      | 12  | 5 (1)   | 3 (2)   | 40:17 | +23 |
| 3     | EHV Sabres Wien      | 8      | 11  | 5 (0)   | 3 (1)   | 80:18 | +62 |
| 4     | Red Angels Innsbruck | 8      | 4   | 2 (0)   | 6 (0)   | 11:54 | −43 |
| 5     | Wildcats St. Johann  | 8      | 0   | 0 (0)   | 8 (0)   | 2:94  | −92 |

## Playoffs

### Halbfinale
- Gipsy Girls Villach (1) – Red Angels Innsbruck (4): 4:0, 8:0
- Vienna Flyers (2) – EHV Sabres Wien (3): 4:2, 2:2

### Finale
- Gipsy Girls Villach (1) – Vienna Flyers (2): 1:0, 5:1

## Meisterschaftsendstand
1. Gipsy Girls Villach
2. Vienna Flyers
3. EHV Sabres Wien
4. Red Angels Innsbruck
5. Wildcats St. Johann